# Một sợi dây, một miếng lớn

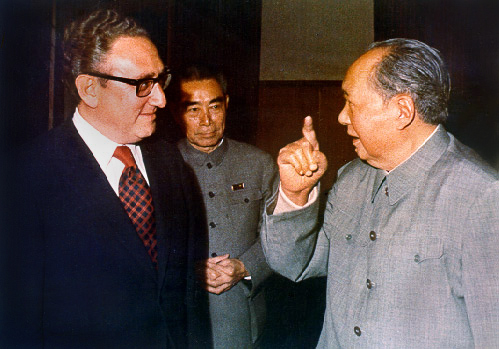
Năm 1973, ngay lúc Mao Trạch Đông hội kiến đặc sứ của Tổng thống Hoa Kỳ Henry Kissinger, đã đưa ra chiến lược ngoại giao "Một sợi dây, một miếng lớn".

Một sợi dây, một miếng lớn là chiến lược ngoại giao của nước Cộng hoà Nhân dân Trung Hoa vào một khoảng thời gian từ đầu niên đại 1970 đến đầu niên đại 1980. Nó được nêu ra nguyên do chủ yếu là chĩa thẳng vào sự uy hiếp đến từ Liên minh nước Cộng hoà xã hội chủ nghĩa Xô-viết ở phương bắc, sau khi chiến lược ngoại giao ấy nêu ra, chính sách ngoại giao của Trung Quốc từ ban đầu thân Xô chống Mĩ, chuyển hoá thành kết Mĩ phản Xô.

## Bối cảnh

### Ngoại giao và tình hình biên giới chung quanh Trung Quốc
Vào niên đại 1960 quan hệ Trung - Xô chuyển thành ghét giận, vùng đất ở biên cương Trung - Xô bùng phát xung đột vũ trang ở đảo Trân Bảo, hai nước đối mặt chiến tranh toàn diện. Bên trong bối cảnh thật lực kinh tế và quân sự kém xa hơn Liên Xô, an ninh phía bắc của Trung Quốc gặp phải uy hiếp nghiêm trọng đến từ Liên Xô. Chủ tịch Uỷ ban Trung ương Đảng Cộng sản Trung Quốc lúc đó Mao Trạch Đông cho biết là : "Vấn đề lớn nhất của Trung Quốc là Liên Xô, mà không phải là nước Mĩ", mở đầu mong muốn "dùng thẻ bài Hoa Kỳ để đối phó Liên Xô", dần dần ra tay tiến hành hoà hoãn quan hệ với Hoa Kỳ, năm 1972 Mao Trạch Đông hội kiến Tổng thống Hoa Kỳ Richard Nixon (xem thêm Nixon thăm viếng Trung Quốc).

### Tình hình ngoại giao Hoa Kỳ
Tuy nhiên Hoa Kỳ lúc ấy cũng là ở vào thế kém trong chiến tranh Lạnh, một mặt người lãnh đạo Liên Xô thúc đẩy tích cực chiến lược bá quyền toàn cầu với Hoa Kỳ, tạo thành "uy hiếp" cực lớn với Hoa Kỳ, một mặt khác Hoa Kỳ tự mình rơi vào đầm lầy của Chiến tranh Việt Nam, kinh tế quốc nội vẫn bị ảnh hưởng của khủng hoảng kinh tế, Hoa Kỳ mở đầu đánh giá nghị luận mới lại chính sách về Trung Quốc.

## Quá trình
Năm 1973, Mao Trạch Đông hội kiến đặc sứ của Tổng thống Hoa Kỳ Henry Kissinger, và lại nêu ra chiến lược ngoại giao "một sợi dây". Mao Trạch Đông nói rằng : "Tôi nói cần tiến hành một sợi dây ngang, chính là vĩ độ, Hoa Kỳ, Nhật Bản, Trung Quốc, Pakistan, Iran, Thổ Nhĩ Kì và châu Âu". Chiến lược ngoại giao mà gọi là "một sợi dây" chính là liên hợp quốc gia trên một sợi dây này từ Trung Quốc, Nhật Bản qua Pakistan, Iran, Thổ Nhĩ Kì đến châu Âu trở về lại Hoa Kỳ nhằm chống đối Liên Xô, hình thành một chiến tuyến thống nhất phản kháng bá quyền trên quốc tế. Năm 1974, Mao Trạch Đông hội kiến Bộ trưởng Ngoại giao Nhật Bản lúc đó Ōhira Masayoshi lại lần nữa nêu ra cấu tứ ngoại giao "một miếng lớn", chủ yếu là "đoàn kết tất cả lực lượng có thể sử dụng thuận tiện trên các quốc gia bao gồm Hoa Kỳ và Nhật Bản trong đó, cùng nhau đối phó tình thế bành trướng của Liên Xô". Do đó có thể thấy tất cả quốc gia chung quanh trên "một miếng lớn" và "một sợi dây" mà Mao Trạch Đông chỉ ra, mục đích là đoàn kết nhất trí, cùng nhau đối phó Liên Xô.

## Ảnh hưởng và kết thúc
Trung Quốc lúc đó dưới chỉ đạo chiến lược ngoại giao "Một sợi dây, một tấm lớn", từ đầu niên đại 1970 dần dần hợp tác với Hoa Kỳ cùng nhau đối kháng Liên Xô, kiến lập một chiến tuyến thống nhất phản kháng bá quyền trên quốc tế bao gồm Hoa Kỳ, Nhật Bản, châu Âu trong đó, đã ngăn chận hữu hiệu sự uy hiếp biên giới mà Liên Xô nhắm vào Trung Quốc, và lại thoát ra địa vị cô lập trên quốc tế từ niên đại 60 tới nay. Chiến lược "Một sợi dây, một miếng lớn" từ đầu niên đại 70 một mạch kiên trì đến năm 1982. Tới năm 1982, Đảng Cộng sản Trung Quốc triệu tập mở họp Đại hội đại biểu toàn quốc lần thứ 12 Đảng Cộng sản Trung Quốc chính thức xác lập chính sách ngoại giao mới chính là "chính sách đối ngoại tự chủ độc lập". Từ đó, chiến lược "Một sợi dây, một miếng lớn" dần dần bị cái mà chiến lược ngoại giao "tự chủ độc lập" chọn lấy thay thế.